# Nyakaledonienlorikit
Nyakaledonienlorikit (Vini diadema) är en akut utrotningshotad papegojfågel som förekommer i Melanesien.

## Utseende och läten
Nyakaledonienlorikiten är en lysande grön papegoja. Den har djupblå hjässa och lår, gult ansikte, röd undergump och gulspetsad stjärt med rödsvart stjärtbar. Kroppslängden är 19 cm. Lätet är okänt men är troligen ett ljust skrik som dess närmaste släktingar.

## Utbredning och status
Fågeln förekommer på Nya Kaledonien. Trots att den inte med säkerhet observerats sedan 1916 betraktar IUCN arten ändå inte som utdöd utan istället akut hotad, dock med tillägget möjligen utdöd.

### Släktestillhörighet
Nyakaledonienlorikiten placeras traditionellt i Charmosyna, men genetiska studier visar att arterna i släktet inte står varandra närmast. Numera inkluderas den därför allt oftare i släktet Vini.